# Dianthus akdaghensis
Dianthus akdaghensis là loài thực vật có hoa thuộc họ Cẩm chướng. Loài này được Gemici & Leblebici mô tả khoa học đầu tiên năm 1995.